# Туйємойнак (Жезказганська міська адміністрація)
Туйємойна́к (каз. Түйемойнақ) — село у складі Жезказганської міської адміністрації Улитауської області Казахстану. Входить до складу Кенгірського сільського округу.
Населення — 78 осіб (2021; 170 у 2009, 199 у 1999, 149 у 1989).
Національний склад станом на 1989 рік:
- казахи — 100 %.

Станом на 1989 рік селище називалось Тюємойнак.